# New Xanagas
New Xanagas è un villaggio del Botswana situato nel distretto di Ghanzi, sottodistretto di Ghanzi. Il villaggio, secondo il censimento del 2011, conta 777 abitanti.

## Località
Nel territorio del villaggio sono presenti le seguenti 27 località:
- Eruru di 9 abitanti,
- Farm 215 MJ,
- Farm 223 MJ di 14 abitanti,
- Farm 234 di 18 abitanti,
- Hebron di 8 abitanti,
- Kaelelo di 24 abitanti,
- Kasper Farm di 14 abitanti,
- Kgomodikae di 7 abitanti,
- Kumuhuku di 12 abitanti,
- Mabote di 6 abitanti,
- Maipha,
- Mmadinotshe,
- Mokabi di 4 abitanti,
- Mokala Sekoma,
- Motumbandundu di 19 abitanti,
- No 3 di 21 abitanti,
- No 6,
- Ojinaombe di 13 abitanti,
- Okankonto di 13 abitanti,
- Pitlagano,
- Sebulelo,
- Sejantsi,
- Seromedi,
- Springbok di 41 abitanti,
- States di 16 abitanti,
- Tjirinaro di 5 abitanti,
- Tjiurongo